# الخنسة (حزم العدين)

تعديل مصدري - تعديل

الخنسة محلة تابعة لقرية المقروض، التابعة لعزلة يريس بمديرية حزم العدين إحدى مديريات محافظة إب في الجمهورية اليمنية، بلغ تعداد سكانها 47 حسب تعداد اليمن لعام 2004.